# دهه ۱۳۷۰ (میلادی)
دهه ۱۳۷۰ (میلادی) صد و سی و هفتمین دهه تقویم میلادی است.
‎